# Leptonetela strinatii
Leptonetela strinatii là một loài nhện trong họ Leptonetidae.
Loài này thuộc chi Leptonetela. Leptonetela strinatii được P. M. Brignoli miêu tả năm 1976.